# Liste des ponts de la ligne de Petite Ceinture
La liste des ponts de la ligne de Petite Ceinture recense les ponts de cette ligne ferroviaire située à Paris, en France.

## Statistiques
En 1999, l'Atelier parisien d'urbanisme recensait 61 ponts subsistants sur le parcours de la Petite Ceinture :
- 36 ponts de type « rail », où la voie ferrée enjambe la voirie ou un cours d'eau (dans certains cas, le pont sert également de passerelle piétonne) ;
- 25 ponts de type « rue », où la voirie passe au-dessus de la ligne ferroviaire (dont trois passerelles piétonnes).

Toutefois, en 2020 le promeneur attentif en dénombre 80.
Plusieurs servent de tête de tunnel : à l'une des extrémités, le parcours de la Petite Ceinture devient souterrain.
La ligne comprend également deux viaducs, édifiés à la place des remblais en des endroits déjà lotis lors de sa construction :
- le viaduc de l'Argonne, entre les avenues de Flandre et Jean-Jaurès, qui traverse six îlots différents et comprend plusieurs ponts ;
- le viaduc de Vaugirard, entre les rues de Vaugirard et du Hameau, qui ne traverse qu'un seul îlot.

## Liste
La liste suivante recense les ponts de la Petite Ceinture. La numérotation débute dans le 16e arrondissement et se poursuit, dans le sens des aiguilles d'une montre, jusqu'au 15e arrondissement.
| #  | Voie                                         | Type              | Arrdt.  | Construction             | Observations | Coordonnées                      | Photo |
| -- | -------------------------------------------- | ----------------- | ------- | ------------------------ | --- | -------------------------------- | ----- |
| 1  | Rue Raffet                                   | Rue               | 16e     | Béton armé               | Surplombe la Petite Ceinture du 16e | 48° 51′ 10″ nord, 2° 15′ 44″ est |       |
| 2  | Rue Edmond-About                             | Rue               | 16e     | Métallique               | | 48° 51′ 44″ nord, 2° 16′ 22″ est |       |
| 3  | Parc Clichy-Batignolles - Martin-Luther-King | Rue               | 17e     | Béton armé               | Tête de tunnel Raccordement aux voies de banlieue de Paris-Saint-Lazare                                                                | 48° 53′ 30″ nord, 2° 18′ 47″ est |       |
| 4  | Avenue de Clichy                             | Rail              | 17e     | Métallique               | | 48° 53′ 36″ nord, 2° 18′ 56″ est |       |
| 5  | Rue de La Jonquière                          | Rail              | 17e     | Métallique               | | 48° 53′ 42″ nord, 2° 19′ 06″ est |       |
| 6  | Rue Pouchet                                  | Rue               | 17e     | Béton armé               | Tête de tunnel | 48° 53′ 45″ nord, 2° 19′ 18″ est |       |
| 7  | Rue Vauvenargues                             | Rue               | 18e     | Maçonnerie               | | 48° 53′ 45″ nord, 2° 19′ 52″ est |       |
| 8  | Rue du Poteau                                | Rue               | 18e     | Acier et béton           | | 48° 53′ 48″ nord, 2° 20′ 18″ est |       |
| 9  | Rue du Ruisseau                              | Rue               | 18e     | Béton armé               | | 48° 53′ 51″ nord, 2° 20′ 33″ est |       |
| 10 | Boulevard Ornano                             | Rue               | 18e     | Béton armé               | | 48° 53′ 52″ nord, 2° 20′ 41″ est |       |
| 11 | Rue des Poissonniers                         | Rue               | 18e     | Béton armé               | | 48° 31′ 54″ nord, 2° 12′ 37″ est |       |
| 12 | Voies de la gare du Nord                     | Rue               | 18e     | Béton armé               | | 48° 31′ 56″ nord, 2° 12′ 41″ est |       |
| 13 | Rue de la Chapelle                           | Rue               | 18e     | Maçonnerie et béton armé | | 48° 32′ 02″ nord, 2° 12′ 48″ est |       |
| 14 | Rue d'Aubervilliers                          | Rue               | 18e     | Béton armé               | | 48° 31′ 59″ nord, 2° 13′ 15″ est |       |
| 15 | Voies de la gare de l'Est                    | Rue               | 19e     | Béton armé et métallique | | 48° 32′ 04″ nord, 2° 13′ 21″ est |       |
| 16 | Rue de Cambrai 1 (n° 11)                     | Rail              | 19e     | Acier et béton           | | 48° 53′ 46″ nord, 2° 22′ 48″ est |       |
| 17 | Rue de Cambrai 2                             | Rail              | 19e     | Béton                    | | 48° 53′ 46″ nord, 2° 22′ 48″ est |       |
| 18 | Avenue Corentin-Cariou et avenue de Flandre  | Rail              | 19e     | Maçonnerie               | Viaduc de l'Argonne | 48° 53′ 41″ nord, 2° 22′ 56″ est |       |
| 19 | Rue Dampierre                                | Rail              | 19e     | Maçonnerie               | Viaduc de l'Argonne | 48° 53′ 37″ nord, 2° 23′ 00″ est |       |
| 20 | Rue de l'Argonne                             | Rail              | 19e     | Métallique               | Viaduc de l'Argonne | 48° 53′ 36″ nord, 2° 23′ 01″ est |       |
| 21 | Rue Barbanègre                               | Rail              | 19e     | Métallique               | Viaduc de l'Argonne | 48° 53′ 34″ nord, 2° 23′ 02″ est |       |
| 22 | Bassin de la Villette                        | Rail / Passerelle | 19e     | Métallique               | Dit « Pont Craqueur » à cause de son bruit métallique La passerelle des Ardennes sert de passage aux piétons                           | 48° 53′ 28″ nord, 2° 23′ 05″ est |       |
| 23 | Rue de Thionville                            | Rail              | 19e     | Métallique               | Viaduc de l'Argonne | 48° 53′ 24″ nord, 2° 23′ 05″ est |       |
| 24 | Avenue Jean-Jaurès                           | Rail              | 19e     | Métallique               | Extrémité du viaduc de l'Argonne | 48° 53′ 12″ nord, 2° 23′ 06″ est |       |
| 25 | Rue Petit                                    | Rail              | 19e     | Acier et béton           | | 48° 53′ 07″ nord, 2° 23′ 06″ est |       |
| 26 | Rue de Crimée et rue Manin                   | Rue               | 19e     | Métallique               | Tête de tunnel Ouvrage double | 48° 52′ 59″ nord, 2° 23′ 08″ est |       |
| 27 | Parc des Buttes-Chaumont                     | Rue / Passerelle  | 19e     | Béton armé               | | 48° 52′ 57″ nord, 2° 23′ 09″ est |       |
| 28 | Rue des Couronnes                            | Rue               | 20e     | Maçonnerie               | Tête de tunnel | 48° 31′ 17″ nord, 2° 13′ 51″ est |       |
| 29 | Rue de la Mare                               | Rue / Passerelle  | 20e     | Métallique               | Passerelle de la Mare En reconstruction (2020)                                                                                         | 48° 52′ 11″ nord, 2° 23′ 19″ est |       |
| 30 | Rue de Ménilmontant                          | Rue               | 20e     | Maçonnerie               | Tête de tunnel | 48° 31′ 15″ nord, 2° 13′ 57″ est |       |
| 31 | Rue de Bagnolet                              | Rue               | 20e     | Béton armé               | | 48° 51′ 34″ nord, 2° 24′ 10″ est |       |
| 32 | Rue Vitruve                                  | Rail              | 20e     | Métallique               | | 48° 51′ 28″ nord, 2° 24′ 16″ est |       |
| 33 | Rue des Orteaux                              | Rail              | 20e     | Métallique               | | 48° 51′ 22″ nord, 2° 24′ 21″ est |       |
| 34 | Rue de la Croix-Saint-Simon                  | Rail              | 20e     | Maçonnerie               | | 48° 51′ 15″ nord, 2° 24′ 26″ est |       |
| 35 | Rue d'Avron                                  | Rail              | 20e     | Métallique               | | 48° 51′ 11″ nord, 2° 24′ 28″ est |       |
| 36 | Rue du Volga                                 | Rail              | 20e     | Maçonnerie               | | 48° 51′ 10″ nord, 2° 24′ 30″ est |       |
| 37 | Rue de Lagny                                 | Rail              | 20e     | Béton armé, métallique   | | 48° 50′ 56″ nord, 2° 24′ 35″ est |       |
| 38 | Cours de Vincennes                           | Rail              | 20e 12e | Métallique               | | 48° 50′ 50″ nord, 2° 24′ 34″ est |       |
| 39 | Rue de la Voûte                              | Rail              | 12e     | Métallique               | Pont de la rue de la Voûte | 48° 50′ 48″ nord, 2° 24′ 34″ est |       |
| 40 | Rue Montéra                                  | Rail              | 12e     | Acier et béton           | | 48° 50′ 43″ nord, 2° 24′ 33″ est |       |
| 41 | Avenue de Saint-Mandé                        | Rail              | 12e     | Métallique               | | 48° 50′ 40″ nord, 2° 24′ 32″ est |       |
| 42 | Rue du Sahel                                 | Rail              | 12e     | Acier et béton           | | 48° 50′ 27″ nord, 2° 24′ 28″ est |       |
| 43 | Rue de Montempoivre                          | Rail              | 12e     | Métallique               | | 48° 50′ 25″ nord, 2° 24′ 28″ est |       |
| 44 | Rue Rottembourg                              | Rail              | 12e     | Maçonnerie               | | 48° 50′ 19″ nord, 2° 24′ 24″ est |       |
| 45 | Avenue Daumesnil                             | Rail              | 12e     | Métallique               | Pont de l'avenue Daumesnil | 48° 50′ 10″ nord, 2° 24′ 17″ est |       |
| 46 | Rue de Picpus                                | Rail              | 12e     | Maçonnerie               | | 48° 50′ 07″ nord, 2° 24′ 13″ est |       |
| 47 | Rue Claude-Decaen                            | Rail              | 12e     | Béton armé               | | 48° 50′ 03″ nord, 2° 24′ 05″ est |       |
| 48 | Rue des Meuniers                             | Rue / Passerelle  | 12e     | Béton armé               | | 48° 30′ 02″ nord, 2° 14′ 06″ est |       |
| 49 | Rue de Charenton                             | Rue               | 12e     | Béton armé               | | 48° 30′ 39″ nord, 2° 13′ 18″ est |       |
| 50 | Voies de la gare de Lyon                     | Rail              | 12e     | Maçonnerie               | | 48° 29′ 44″ nord, 2° 14′ 06″ est |       |
| 51 | Seine                                        | Rail              | 12e 13e | Maçonnerie               | Pont National | 48° 49′ 41″ nord, 2° 23′ 13″ est |       |
| 52 | Rue de Patay                                 | Rail              | 13e     | Métallique               | Reconstruit en 2012 | 48° 49′ 27″ nord, 2° 22′ 36″ est |       |
| 53 | Avenue d'Ivry                                | Rue               | 13e     | Maçonnerie               | Tête de tunnel Les abords du pont sont recouverts d'une dalle des deux côtés, dont celle des « Olympiades » à l'ouest                  | 48° 49′ 21″ nord, 2° 22′ 03″ est |       |
| 54 | Avenue de Choisy                             | Rue               | 13e     | Maçonnerie               | Tête de tunnel | 48° 49′ 19″ nord, 2° 21′ 48″ est |       |
| 55 | Rue Gandon                                   | Rue               | 13e     | Maçonnerie               | | 48° 49′ 17″ nord, 2° 21′ 39″ est |       |
| 56 | Rue du Moulin-de-la-Pointe                   | Rue               | 13e     | Maçonnerie               | Tête de tunnel | 48° 49′ 17″ nord, 2° 21′ 23″ est |       |
| 57 | Rue Damesme                                  | Rue               | 13e     | Maçonnerie               | | 48° 49′ 17″ nord, 2° 21′ 19″ est |       |
| 58 | Rue des Peupliers                            | Rail              | 13e     | Maçonnerie               | | 48° 49′ 17″ nord, 2° 21′ 09″ est |       |
| 59 | Rue de l'Amiral-Mouchez                      | Rue               | 14e     | Métallique               | Tête de tunnel | 48° 49′ 17″ nord, 2° 20′ 32″ est |       |
| 60 | Rue Gazan                                    | Rue               | 14e     | Maçonnerie               | Ouvrage large, supportant une partie du parc Montsouris                                                                                | 48° 49′ 17″ nord, 2° 20′ 28″ est |       |
| 61 | Rue du Père-Corentin                         | Rue               | 14e     | Maçonnerie               | Tête de tunnel | 48° 29′ 36″ nord, 2° 11′ 42″ est |       |
| 62 | Avenue du Général-Leclerc                    | Rue               | 14e     | Maçonnerie               | Tête de tunnel | 48° 29′ 41″ nord, 2° 11′ 39″ est |       |
| 63 | Rue Friant                                   | Rue               | 14e     | Maçonnerie               | | 48° 49′ 30″ nord, 2° 19′ 26″ est |       |
| 64 | Avenue Jean-Moulin                           | Rue               | 14e     | Maçonnerie               | | 48° 49′ 32″ nord, 2° 19′ 17″ est |       |
| 65 | Rue des Plantes                              | Rue               | 14e     | Maçonnerie               | | 48° 49′ 34″ nord, 2° 19′ 10″ est |       |
| 66 | Rue Didot                                    | Rue               | 14e     | Maçonnerie               | | 48° 49′ 38″ nord, 2° 18′ 51″ est |       |
| 67 | Promenade Jane-et-Paulette-Nardal            | Rue               | 14e     | Béton armé               | Tête de tunnel | 48° 49′ 38″ nord, 2° 18′ 51″ est |       |
| 68 | Rue Vercingétorix                            | Rue               | 14e     | Béton armé               | Tête de tunnel | 48° 30′ 00″ nord, 2° 11′ 04″ est |       |
| 69 | Voies de Paris-Montparnasse                  | Rue               | 14e 15e | Maçonnerie               | | 48° 30′ 00″ nord, 2° 11′ 04″ est |       |
| 70 | Rue Jacques-Baudry                           | Rue               | 15e     | Béton armé               | | 48° 49′ 45″ nord, 2° 18′ 17″ est |       |
| 71 | Rue Brancion                                 | Rue               | 15e     | Maçonnerie               | | 48° 49′ 48″ nord, 2° 18′ 06″ est |       |
| 72 | Rue de Dantzig                               | Rue               | 15e     | Maçonnerie               | Tête de tunnel parc Georges-Brassens                                                                                                   | 48° 29′ 43″ nord, 2° 10′ 32″ est |       |
| 73 | Rue Olivier-de-Serres                        | Rue               | 15e     | Maçonnerie               | Tête de tunnel gare de Vaugirard | 48° 29′ 43″ nord, 2° 10′ 32″ est |       |
| 74 | Rue de Vaugirard                             | Rail              | 15e     | Métallique               | Extrémité du viaduc de Vaugirard | 48° 50′ 01″ nord, 2° 17′ 23″ est |       |
| 75 | Rue du Hameau                                | Rail              | 15e     | Métallique               | Extrémité du viaduc de Vaugirard | 48° 50′ 03″ nord, 2° 17′ 16″ est |       |
| 76 | Rue Desnouettes                              | Rail              | 15e     | Métallique               | Deux ponts parallèles, l'un au sud, l'autre au nord, ce dernier supportant un ancien embranchement de la RATP à l'atelier de Vaugirard | 48° 50′ 06″ nord, 2° 17′ 06″ est |       |
| 77 | Rue Lecourbe                                 | Rail              | 15e     | Métallique               | | 48° 50′ 09″ nord, 2° 16′ 53″ est |       |
| 78 | Place Balard                                 | Rail              | 15e     | Métallique               | | 48° 50′ 12″ nord, 2° 16′ 43″ est |       |
| 79 | Rue Ernest-Hemingway                         | Rail              | 15e     | Béton armé               | | 48° 30′ 08″ nord, 2° 09′ 41″ est |       |
| 80 | Esplanade Henri-de-France                    | Rue               | 15e     | Béton armé               | Raccordement à la ligne C du RER derrière la gare du Pont du Garigliano                                                                | 48° 50′ 15″ nord, 2° 16′ 30″ est |       |